# Chawki Mejri
Pour les articles homonymes, voir Mejri.
Chawki Mejri (arabe : شوقي الماجري), né le 11 novembre 1961 à Tunis et mort le 10 octobre 2019 au Caire, est un réalisateur tunisien.

## Biographie
Ancien élève du collège Sadiki, il est titulaire d'une maîtrise en cinématographie de l'École nationale de cinéma de Łódź (1994).
L'essentiel de sa carrière est effectuée en Syrie puis en Égypte, où il se fait connaître pour ses téléfilms dramatiques et ses courts métrages. Il réalise par ailleurs un long métrage, sorti en 2012, sur la cause palestinienne au travers de l'histoire d'une famille.
Il meurt le 10 octobre 2019 dans un hôpital du Caire des suites d'une crise cardiaque,.

## Réalisations
Basé en Syrie, El Mejri réalise plusieurs téléfilms dont :
- Tawq (توق) ;
- Daqiqt Samt (دقيقة صمت) ;
- Le Royaume des fourmis (مملكة النمل) ;
- Napoléon wal Mahroussa (نابليون و المحروسة) ;
- Tej min chouk (تاج من شوك) ;
- Ikwatou El Tourab (إخوة التراب) ;
- El Arwahou El Mouhajira (الأرواح المهاجرة) ;
- Omar El Khayam (عمر الخيّام) ;
- Tarik El Waer (الطريق الوعر) ;
- Abnaou Errachid (أبناء الرشيد: الأمين والمأمون) ;
- Al-Mansur (أبو جعفر المنصور) ;
- Al Ijtiyah (الاجتياح) ;
- Asmahane (أسمهان) ;
- Houdou Nessbi (هدوء نسبي).

Il réalise également plusieurs courts métrages dont :
- La Poste
- L'Odeur de l’islam
- Orliano
- Clé de sol

## Distinctions
- International Emmy Awards (2007)[4] ;
- Prix Adonia (2008 et 2009)[5] ;
- Officier (2016)[6] puis commandeur (2019) de l'Ordre tunisien du Mérite[7],[8].

## Vie privée
Il est marié, avant de divorcer, avec l'actrice jordanienne Saba Moubarak (en), avec laquelle il a un fils.